# Бексултанов, Умар Ахматсултанович
Ума́р Ахматсулта́нович Бексулта́нов (20 октября 1937 года, Чечен-Аул, Грозненский район, Чечено-Ингушская АССР, РСФСР, СССР — 6 декабря 2014 года, Грозный, Чечня, Россия) — композитор, педагог, Заслуженный деятель искусств Чечено-Ингушской АССР, Заслуженный деятель искусств Чеченской Республики (2013), автор музыки гимна Чеченской республики.

## Биография
Родился в селе Чечен-Аул. Отец был трактористом, мать — домохозяйкой. При депортации 23 февраля 1944 года мать была разобщена с мужем и детьми. Умар разыскал её только в 1960 году. Умар с отцом и младшей сестрой оказались в Киргизии. Отец вскоре умер от силикоза. Дети были помещены в детский дом села Беловодское. В 1946 году Умара перевели в детский дом села Панфиловка, где была семилетняя школа.
Умар начал играть на трубе в школьном духовом оркестре. В 1953 году, после окончания школы, поступил в класс трубы С. М. Вайндорфа в музыкально-хореографическом училище города Фрунзе. Через год по состоянию здоровья перевёлся из класса трубы в класс ударных инструментов. В 1956 году начал заниматься композицией в кружке, организованном композитором и пианистом, молодым выпускником Ленинградской консерватории Германом Окуневым.
С 1957 по 1959 годы играл на ударных инструментах в оркестре киргизских народных инструментов, дирижёром которого был Борис Вениаминович Феферман, продолжая одновременно занятия композицией с Г. Г. Окуневым. В 1959 году по рекомендации Г. Г. Окунева поступил в Ленинградскую государственную консерваторию им. Римского-Корсакова на теоретическо-композиторский факультет, в класс композитора О. А. Евлахова, и после её окончания в 1964 году работал преподавателем республиканского музыкального училища, затем его директором. С 1966 по 1970 года был художественным руководителем Чечено-Ингушской государственной филармонии. С 1996 года — доцент кафедры «Музыкальное образование» Чеченского государственного педагогического института.
Член Союза композиторов СССР с 1967 года. В 1974 году удостоен звания «Заслуженный деятель искусств ЧИАССР». В ноябре 2012 года награждён медалью «За высокие заслуги» Министерства культуры Чеченской республики. 2 марта 2013 года ему было присвоено звание «Заслуженный деятель искусств Чеченской Республики».

## Основные произведения
- Балет «Три поросёнка» (1963);
- Эпическая оратория к 100-летию В. И. Ленина (слова Н. Мурзаева, 1968);
- Кантата «Ленинский комсомол» (1970);
- Оратория «Дорогой Октября»;
- Симфония «Героическая»;
- Симфония «За власть Советов» (1971);
- Симфоническая поэма «Сказание гор» (1963);
- Симфоническая поэма «Гамар» (1964);
- «Пионерская увертюра» (1962);
- Сюита «Родной мой край» (1963);
- Сюита «Лирические картинки» (1966);
- «Забавная сюита» (1969);
- Концерт для фортепиано с оркестром(1967);
- Вокальный цикл «Времена года»;
- Гимн Чеченской республики.